# Sant Nazari de Torderes

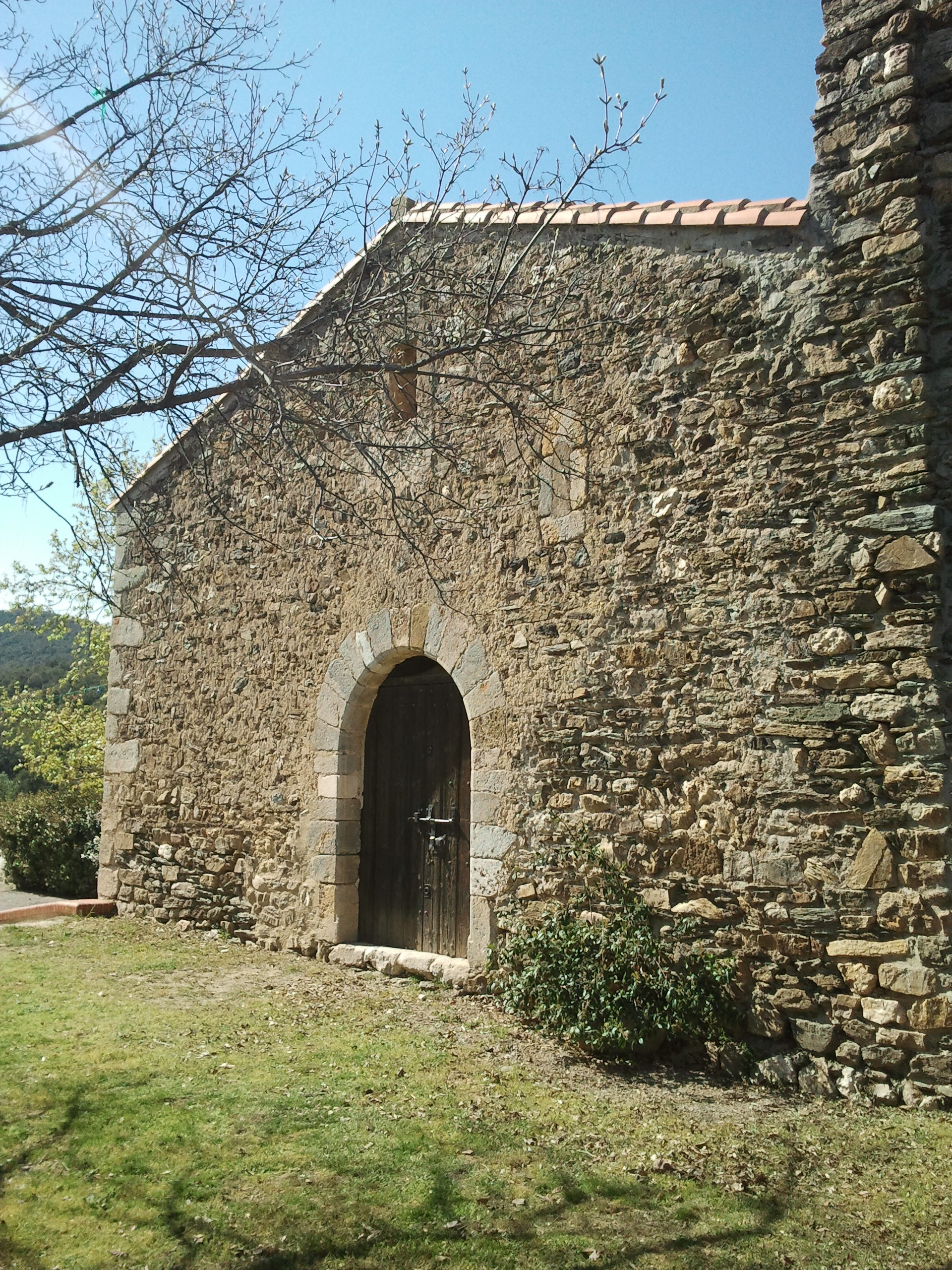
Façana meridional de l'església

Sant Nazari de Torderes és l'església parroquial del poble de Torderes, a la comarca del Rosselló, a la Catalunya Nord.
Està situada en el nucli antic de Torderes.

## Història
Torderes (villa Tordarias) és esmentat el 899 en una confirmació de possessions feta per Carles el Simple a Esteve i Anna, neta del comte de Rasès, Conflent i Barcelona. El seu fill i hereu, Ató, vengué les seves possessions a l'església d'Elna, entre les quals hi havia la meitat del territori de Torderes. Possiblement l'altra meitat pertanyia a una germana d'Ató, i aquesta meitat el 965 pertanyia al comte Sunifred de Cerdanya. Aquell any Sunifred llegà la seva meitat al monestir d'Arles.
El 993 hi va haver un fort litigi (ingentem querellam) entre el monestir d'Arles i els habitants de Forques i Tàpies sobre la possessió d'aquesta meitat de Torderes. En aquest litigi, resolt en un plet solemne, es van delimitar els territoris de Torderes, Forques (i Tàpies, unit a Forques), en una acta que ve a definir aquells territoris pràcticament com són ara; el resultat fou que Torderes continuà sota domini del monestir d'Arles fins a la fi de l'Antic Règim.
En aquesta acta s'identifica l'església de Torderes com a església de Sant Martí. Molt possiblement es tracta de Sant Martí de Forques, ja que enlloc no consta que l'església de Sant Nazari canviés d'advocació.

## L'edifici

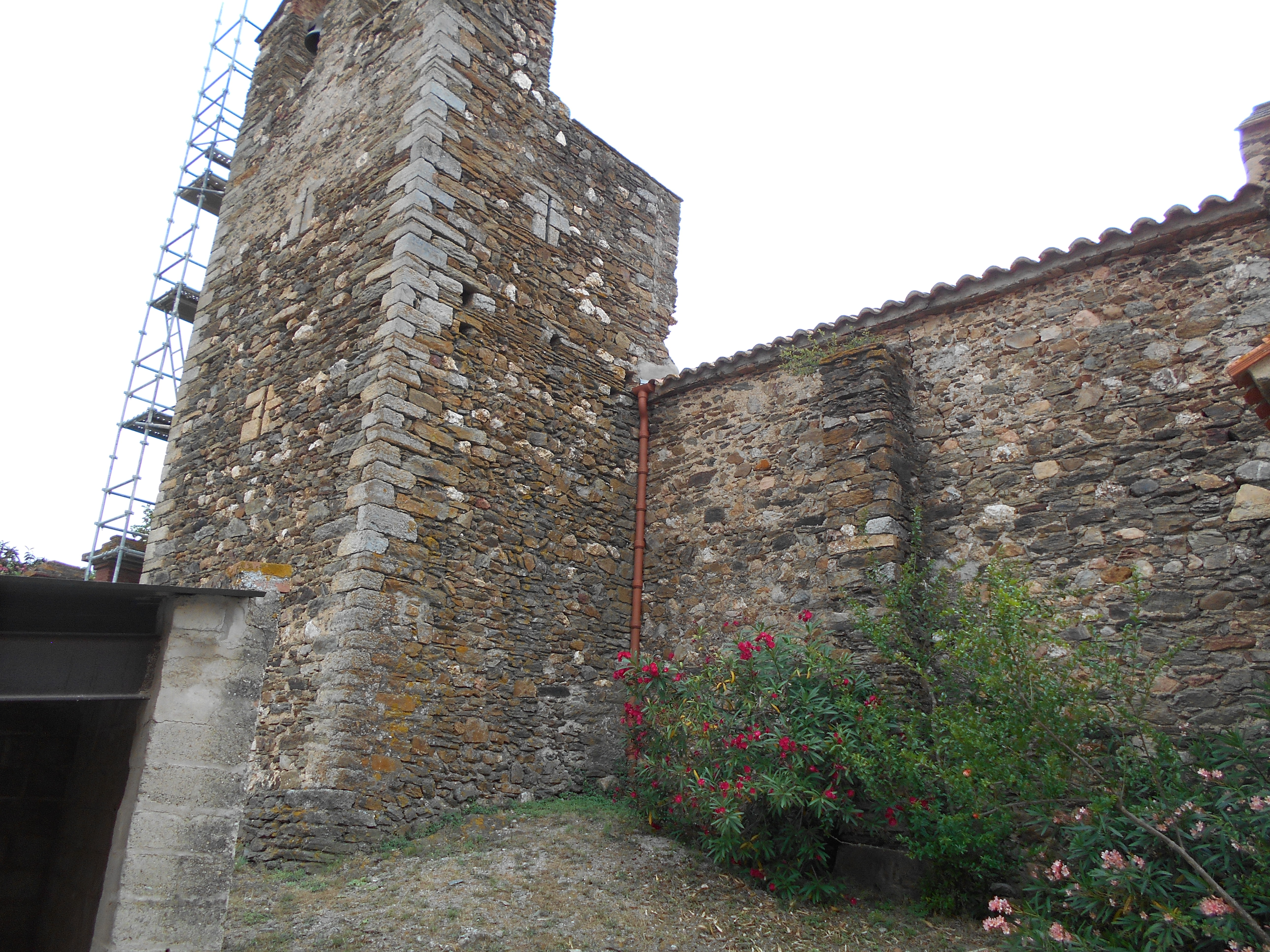
Sant Nazari de Torderes, sector més antic del temple

L'edifici actual és bàsicament una construcció dels segles XVI o XVII damunt de l'estructura, i nombroses restes, de l'església anterior, preromànica. És d'una nau única, amb coberta plana sobre arcs de diafragma. La capçalera té volta de llunetes i arc triomfal de mig punt. Té afegides tres capelles laterals per banda, i segueix un eix nord-sud (el de les esglésies preromàniques i romàniques és est-oest).
L'església preromànica era petita, d'una nau amb absis rectangular. El sector sud de l'església actual conté els murs que subsisteixen del temple antic, amb la porta original a ponent, tapiada i malmesa, però reconeixible: té un arc lleugerament ultrapassat, sobre banquetes. L'absis rectangular va servir de base per al campanar i torre de defensa; s'hi conserva, tot i que molt amagada, la finestra central de l'absis, d'una sola esqueixada i, a l'exterior, una antiga espadanya. El que era l'absis està coberta amb volta de canó, forma que té també l'arc triomfal, molt emmascarat per les alteracions arquitectòniques posteriors. Va desaparèixer la coberta original d'aquesta església, així com el costat nord, ja que és per on es va ampliar l'església.
Al costat de llevant hi ha restes d'un antic edifici annex a l'església, amb opus spicatum.
La torre de defensa, i campanar, afegida damunt de l'absis preromànic és una construcció de caràcter defensiu del segle xiii o XIV.